# 28955 Kaliadeborah
28955 Kaliadeborah è un asteroide della fascia principale. Scoperto nel 2000, presenta un'orbita caratterizzata da un semiasse maggiore pari a 2,3378883 UA e da un'eccentricità di 0,1264581, inclinata di 1,60559° rispetto all'eclittica.